# Malmok (Aruba)
Koordinaten: 12° 36′ 3,2″ N, 70° 3′ 2,3″ W
Malmok ist ein Wohngebiet im Norden der Insel Aruba mit zahlreichen kleinen Häusern.
Bekannt wurde Malmok durch seinen Badestrand Malmok Beach mit seinen zahlreichen Windsurfschulen. Auch die Versenkung des deutschen Handelsschiffes Antilla rund 675 Meter vor der Küste von Malmok im Zweiten Weltkrieg trug zur Bekanntheit des Gebiets bei. Das Wrack in einer Tiefe von rund 18 Metern ist heute ein beliebter Tauchsportort. Position Schiffswrack: 12° 36′ 7″ N, 70° 3′ 29″ W.  Der flache Strand mit klaren Wasser ist auch ein beliebter Ort zum Schnorcheln entlang der Malmok-Küste, die durch Kalksteinterrassen, die ins Meer ragen, unterbrochen wird.
Die Hauptstraße, die durch Malmok verläuft, führt zum nördlichsten Punkt Arubas, dem California-Leuchtturm. In den frühen Morgen- und späten Nachmittagsstunden ist der Weg am Malmok Beach ein beliebter Treffpunkt für Outdoor-Aktivitäten auf Aruba, sowohl für Einheimische als auch für Touristen.